# 직각기

직각기(直角器, 영어: cross-staff)는 옛날 천문학이나 항법에서 천체의 고도를 측정하기 위한 도구였다.
14세기 프랑스의 유대인 수학자 레오 헤브라에우스가 발명했다. 이런 종류의 도구들 중 가장 원시적인 것으로서, 훗날의 후측의, 육분의, 팔분의 등의 기원이 된다.